# Corte d'appello di Caltanissetta

Territorio del distretto di corte d'appello di Caltanissetta

Il distretto della Corte d'appello di Caltanissetta è formato dai circondari dei Tribunali ordinari di Caltanissetta, Enna e Gela.
Costituisce una delle quattro Corti d'appello nel territorio della Regione Siciliana.

## Storia
Con decreto regio del 17 luglio 1819 vennero istituiti a Caltanissetta il Tribunale civile (organo di primo e secondo grado) e la Gran Corte Criminale (organo di unico grado e di secondo grado, secondo la materia). Col passaggio al Regno d'Italia, Caltanissetta fu sede di Tribunale e di Corte d'Assise; dal 1930 fu sezione distaccata di Corte d'Appello di Palermo, fino alla creazione della Corte d'appello di Caltanissetta nel 1948.

## Competenza civile e penale degli uffici del distretto
Le circoscrizioni territoriali sono aggiornate al testo della legge 27 febbraio 2015, n. 11 e dei decreti ministeriali 18 dicembre 2014 e 27 maggio 2016.

## Tribunale di Caltanissetta

### Giudice di pace di Caltanissetta
Acquaviva Platani, Bompensiere, Caltanissetta, Campofranco, Delia, Marianopoli, Milena, Montedoro, Mussomeli, Resuttano, Riesi,  San Cataldo, Santa Caterina Villarmosa, Serradifalco, Sommatino, Sutera, Vallelunga Pratameno, Villalba

## Tribunale di Enna

### Giudice di pace di Agira
Agira, Gagliano Castelferrato

### Giudice di pace di Barrafranca[3]
Barrafranca, Pietraperzia

### Giudice di pace di Centuripe
Catenanuova, Centuripe

### Giudice di pace di Enna
Calascibetta, Enna, Villarosa

### Giudice di pace di Leonforte
Assoro, Leonforte, Nissoria

### Giudice di pace di Nicosia
Capizzi, Nicosia, Sperlinga

### Giudice di pace di Piazza Armerina
Aidone, Piazza Armerina, Valguarnera Caropepe

### Giudice di pace di Regalbuto
Regalbuto

### Giudice di pace di Troina
Cerami, Troina

## Tribunale di Gela

### Giudice di pace di Gela
Butera, Gela, Mazzarino, Niscemi

## Altri organi giurisdizionali competenti per i comuni del distretto

### Sezioni specializzate
- Corte d’assise di Caltanissetta
- Corte d'assise d'appello di Caltanissetta
- Sezioni specializzate in materia di impresa presso il Tribunale e la Corte d'appello di Palermo
- Tribunale regionale delle acque pubbliche di Palermo
- Sezione specializzata in materia di immigrazione, protezione internazionale e libera circolazione dei cittadini dell'Unione europea presso il Tribunale di Caltanissetta

### Giustizia minorile
- Tribunale per i minorenni di Caltanissetta
- Corte d'appello di Caltanissetta, sezione per i minorenni

### Sorveglianza
- Ufficio di sorveglianza di Caltanissetta
- Tribunale di sorveglianza di Caltanissetta

### Giustizia tributaria
- Commissione tributaria provinciale (CTP): Caltanissetta ed Enna
- Commissione tributaria regionale (CTR) Sicilia, sezione staccata di Caltanissetta

### Giustizia militare
- Tribunale militare di Napoli
- Corte d’appello militare di Roma

### Giustizia contabile
- Corte dei Conti: Sezione Giurisdizionale per la Regione Siciliana; Sezione regionale di controllo per la Regione Siciliana; Procura regionale presso la sezione giurisdizionale; Sezione giurisdizionale d'appello; Procura Generale d'appello; Sezioni Riunite con sede a Palermo[4]

### Giustizia amministrativa
- Tribunale Amministrativo Regionale per la Sicilia – Palermo[5]
- Consiglio di giustizia amministrativa per la Regione siciliana (Palermo)[6]

### Usi civici
- Commissariato per la liquidazione degli usi civici della Sicilia, con sede a Palermo